# Niniola
Niniola Apata (nacida el 15 de diciembre de 1986), conocida profesionalmente como Niniola, es una cantante y compositora nigeriana.
Niniola describe su estilo de música como Afro-house, una mezcla de afrobeat y música house. En una entrevista con Gbolahan Adeyemi de NGWide en 2015, dijo que le encanta cantar en yoruba porque hace que la interpretación de la canción sea hermosa. Participó en la sexta temporada de Project Fame West Africa en 2013. Tras lanzar su single debut Ibadi, fue nominada al Most Promising Act to Watch en los Nigeria Entertainment Awards de 2015.

## Primeros años de vida
Niniola Apata nació el 15 de diciembre de 1986 en la familia del Brigadier General Rt. Simeón Olaosebikan Apata y la Sra. Margaret Apata y criada en el estado de Lagos, la ciudad más grande de Nigeria.

## Educación
Niniola comenzó su educación primaria y secundaria en la escuela secundaria Apata Memorial, y obtuvo un certificado de licenciatura en educación de la Universidad de Lagos. Proviene de una familia polígama donde fue la sexta de diez hijos, criada por tres madres y un padre que fue asesinado en 1995.

## Carrera profesional
Niniola participó en varias actividades sociales y concursos mientras asistía a la escuela secundaria. Terminó tercera finalista en la sexta temporada de Project Fame West Africa. Durante la competencia, realizó una interpretación en vivo de "Limpopo" con Kcee y su tema "Itura", producido por Cobhams Asuquo. Ha citado a Dolly Parton, Whitney Houston, Céline Dion, The Cranberries, Madonna, Beyoncé y Angelique Kidjo como sus principales influencias musicales.
Niniola lanzó su sencillo debut "Ibadi" el 19 de marzo de 2014. Producida por Sarz, la canción recibió críticas positivas, encabezó las listas musicales nacionales y obtuvo una amplia difusión. Sus sencillos "Ibadi" y "Gbowode" se incluyeron en la banda sonora de la temporada 2 de Gidi Up . NotJustOk la incluyó en su lista de los 15 artistas a seguir en 2015. Niniola fue nominada en la categoría Acto más prometedor para ver en los Nigeria Entertainment Awards 2015.
Niniola lanzó el sencillo "Maradona" producido por Sarz en 2017. La canción pasó 13 semanas en la lista Metro FM de Sudáfrica, conservando la posición número 1 durante 6 semanas. Niniola obtuvo nominaciones en los premios BET y SAMA 2018 por "Maradona". En 2018, DJ Snake se asoció con Niniola y creó Maradona Riddim, un remix de su éxito anterior, Maradona. Recibió nominaciones del rapero canadiense Drake y del productor discográfico estadounidense Timbaland.
En 2019, se muestrearon elementos de "Maradona" en "Find Your Way Back", una canción del álbum de la banda sonora de Beyoncé The Lion King: The Gift. Niniola también se acredita como uno de los compositores y compositores de la pista.
En abril de 2020, recibió su certificado de nominación al Grammy por su trabajo como compositora en The Lion King: The Gift.
En junio de 2021, recibió su segundo certificado de nominación al Grammy por su trabajo como compositora en The Lion King: The Gift. En el mismo mes, Niniola fue incluida en la clase de 2021 de la Academia de Grabación de los Grammy.
En julio de 2021, el sencillo de Niniola, "Maradona", fue certificado oro en Sudáfrica por la industria discográfica de Sudáfrica RISA.

## Vida personal
Niniola es la hermana mayor de la cantante Teni.

## Discografía

### Álbumes y EP colaborativos
- This is Me (2017)
- Colours and Sounds (2020)[28]
- 6th Heaven EP (2021)[29]
- Lagos To Jozi EP (2021)[30]

## Premios y nominaciones
| Año  | Ceremonia                                 | Premio                                                     | Resultado     | Ref.          |
| ---- | ----------------------------------------- | ---------------------------------------------------------- | ------------- | ------------- |
| 2015 | Nigeria Entertainment Awards              | Most Promising Act to Watch                                | Nominada      | [ 31 ]        |
| 2015 | Nigerian Achievers Award                  | Best Promising Female Artist of The Year                   | nominada      | [ 32 ]        |
| 2015 | Lagos Fashion Awards                      | Most Fashionable Fast Rising Music Star Of The Year Female | nominada      | [ 33 ]        |
| 2015 | Scream Awards                             | Best New Act Female                                        | nominada      | [ 34 ]        |
| 2015 | City People Entertainment Awards          | Most Promising Act of the Year (Female)                    | nominada      |               |
| 2016 | ACI Awards                                | New Artist Of The Year                                     | nominada      | [ 35 ]        |
| 2016 | Nigeria Entertainment Awards              | Best New Act                                               | nominada      |               |
| 2016 | All Africa Music Awards                   | Best Female Artiste in West Africa                         | nominada      | [ 36 ]        |
| 2016 | All Africa Music Awards                   | Best Artiste/Duo/Group In African RnB & Soul               | nominada      | [ 37 ]        |
| 2016 | All Africa Music Awards                   | Songwriter of the Year In Africa for "Mbilo Mbilo" (Remix) | nominada      | [ 37 ]        |
| 2016 | All Africa Music Awards                   | Best African Collaboration for "Mbilo Mbilo" (Remix)       | nominada      | [ 38 ]        |
| 2016 | Nigerian Music Video Awards               | Best RnB Video for "Akara Oyibo"                           | nominada      | [ 39 ]        |
| 2016 | ELOY Awards                               | Upcoming Female Music Artist                               | nominada      | [ 40 ]        |
| 2016 | Soundcity MVP Awards Festival             | Best Collaboration for "Mbilo Mbilo" (Remix)               | nominada      | [ 41 ]        |
| 2016 | Soundcity MVP Awards Festival             | Best New Artiste                                           | nominada      | [ 42 ]        |
| 2016 | Top Naija Music Award                     | Artiste of the Year                                        | nominada      | [ 43 ] [ 44 ] |
| 2017 | Nigeria Entertainment Awards              | Best Afropop Female Artiste                                | nominada      | [ 45 ]        |
| 2017 | AFRIMMA                                   | Best Newcomer                                              | nominada      | [ 46 ]        |
| 2017 | City People Entertainment Awards          | Music Artiste Of The Year Female                           | nominada      | [ 47 ]        |
| 2017 | Nigerian Teens Choice Awards              | Choice Female Vocalist of the Year                         | ganadora      | [ 48 ]        |
| 2017 | All Africa Music Awards                   | Best Artiste African Electro                               | nominada      | [ 49 ]        |
| 2017 | Soundcity MVP Awards Festival             | Best Female MVP                                            | nominada      | [ 50 ]        |
| 2017 | Soundcity MVP Awards Festival             | Best Pop                                                   | nominada      | [ 50 ]        |
| 2017 | Soundcity MVP Awards Festival             | Listener's Choice                                          | nominada      | [ 50 ]        |
| 2018 | Maya Awards Africa                        | Youth Artiste of The Year                                  | ganadora      | [ 51 ]        |
| 2018 | Glazia Awards                             | Glazia Persons of The Year                                 | ganadora      | [ 52 ]        |
| 2018 | The Headies                               | Best R&B/Pop Album                                         | nominada      | [ 53 ]        |
| 2018 | The Headies                               | Best Vocal Performance (Female)                            | nominada      | [ 53 ]        |
| 2018 | The Headies                               | Hip Hop World Revelation of the Year                       | nominada      | [ 53 ]        |
| 2018 | South African Music Awards                | Best African Artist Album                                  | nominada      | [ 54 ]        |
| 2018 | BET Awards                                | Viewers Choice Best New International Act                  | nominada      | [ 55 ]        |
| 2018 | IARA Awards                               | Best International Female Artist                           | nominada      | [ 56 ]        |
| 2018 | Ghana-Naija Showbiz Awards                | Best Female Act                                            | ganadora      | [ 57 ]        |
| 2018 | Nigeria Entertainment Awards              | Afropop Female Artist                                      | nominada      | [ 58 ]        |
| 2018 | The Future Awards                         | The Future Awards Africa Prize in Music                    | nominada      | [ 59 ]        |
| 2018 | Soundcity MVP Awards Festival             | Viewer's Choice                                            | nominada      | [ 60 ]        |
| 2018 | Soundcity MVP Awards Festival             | Best Female MVP                                            | nominada      | [ 60 ]        |
| 2019 | African Music Magazine Awards             | Best Female West Africa                                    | nominada      | [ 61 ]        |
| 2019 | All Africa Music Awards                   | Best Female West Africa                                    | nominada      | [ 62 ]        |
| 2019 | All Africa Music Awards                   | Best Artiste,Duo or Group in African Electro               | nominada      | [ 62 ]        |
| 2019 | All Africa Music Awards                   | Best African Dance or Choreography                         | nominada      | [ 62 ]        |
| 2021 | MTV AFRICA MUSIC AWARDS (MAMAs)           | “Alone Together” Best Lockdown Performance                 | nominada      | [ 63 ]        |
| 2021 | The Headies                               | Best Vocal Performance (Female)                            | ganadora      | [ 64 ]        |
| 2021 | All Africa Music Awards                   | Best Female Artist in Western Africa                       | nominada      | [ 65 ]        |
| 2021 | All Africa Music Awards                   | Best Artist, Duo or Group In African Electro - "Addicted"  | nominada      | [ 65 ]        |
| 2021 | African Entertainment Awards USA (AEAUSA) | Best Female Artist                                         | nominada      | [ 66 ]        |
| 2022 | The Headies                               | Best Vocal Performance (Female) "6th Heaven"               | En proceso... | [ 67 ]        |
| 2022 | The Headies                               | Best R&B Single "Promise"                                  | En proceso... | [ 67 ]        |
| 2022 | The Headies                               | Best Female Artiste                                        | En proceso... | [ 67 ]        |